# チャカブコ川
チャカブコ川（チャカブコがわ、スペイン語、Río Chacabuko）とは、南アメリカ大陸南端部を流れる、小さな河川の1つである。

## 地理

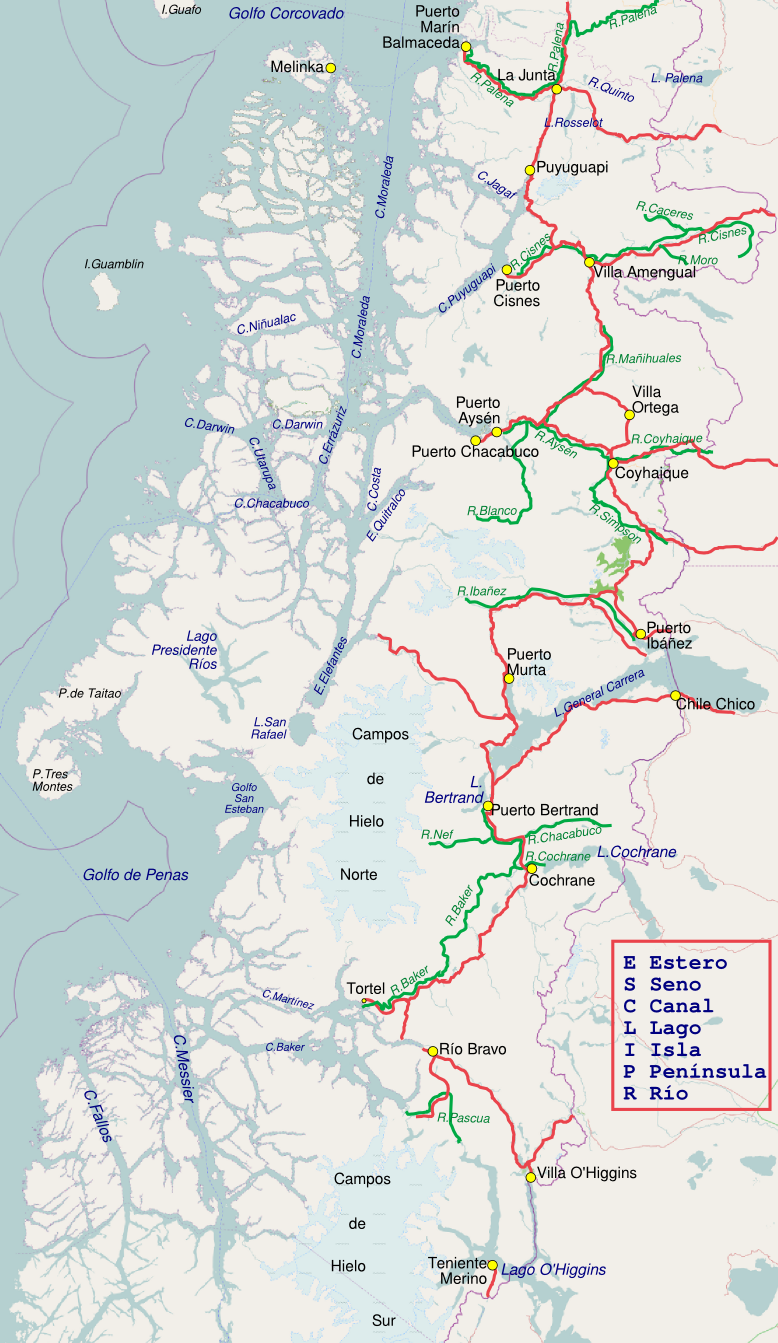
付近の主な河川。地図の中央部やや南に、R. Chacabukoと書かれているのがチャカブコ川の流路である。なおチャカブコ川の合流先であるベイカー川の流路はL. Bertrandと書かれている湖から流れ出して、R. Bakerと書かれている所である。

チャカブコ川は、アルゼンチンとチリの国境付近にある山地から流れ出しているものの、その流路は全てチリのアイセン・デル・ヘネラル・カルロス・イバニェス・デル・カンポ州内にある。
この川は、だいたい西の方向へと流れる川であり、その流路長は約76 kmで、流域面積は約1215 km2である

。
そしてチャカブコ川は、南緯47度7分39秒、西経72度36分51秒付近でベイカー川に合流して終わる

。
なお、チャカブコ川流域を国立公園に指定する計画が存在する。